# Zhari Namco
Zhari Namco hay Zhari Nanmu hay Hồ Trari Nam（chữ Tạng: བཀྲ་རི་གནམ་མཚོ; Wylie: bkra ri gnam mtsho, tiếng Trung: 扎日南木错; bính âm: Zhārì Nánmùcuò, âm Hán Việt: Trác Nhật Nam Mộc Thác) là một hồ tại Tây Tạng, Ở phía tây của hồ là huyện Coqên của địa khu Ngari, và phía đông là huyện Ngamring của địa khu Shigatse. Zhari Namco có diện tích 996,9 km², diện tích lưu vực là 15.433,2 km², nằm trên cao độ 4.613 m, chiều dài 54.3 km và chiều rộng trung bình là 18,36 km (tối đa là 26,2 m). Hồ nằm ở phía đông của trấn Coqên ở miền nam Tây Tạng.